# Karl Friedrich Demiani

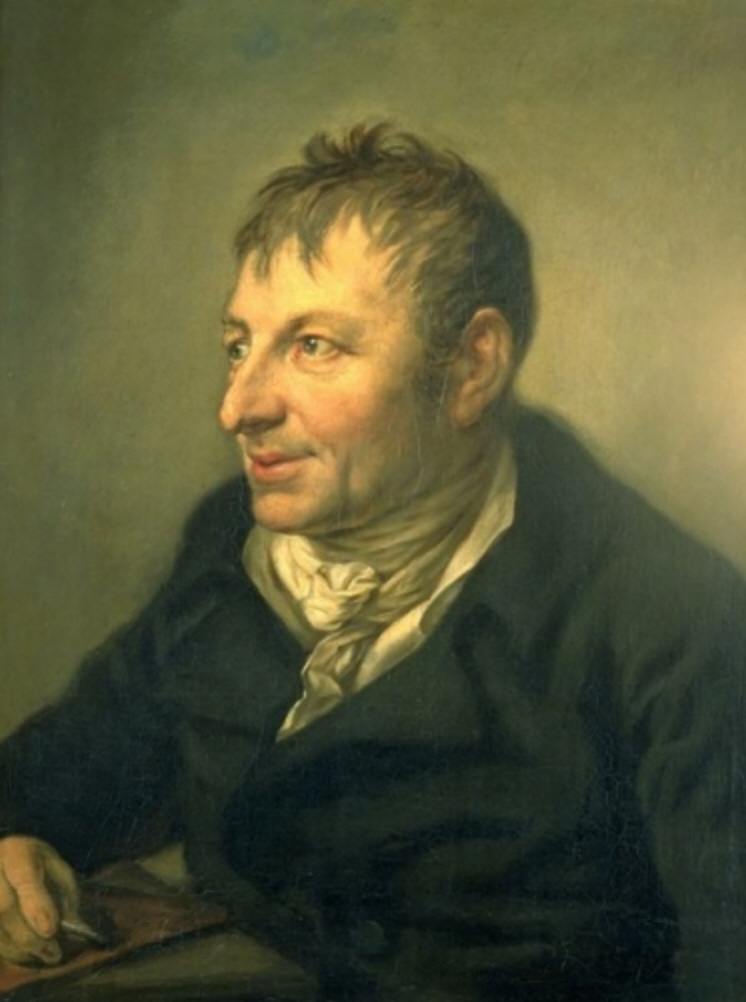
Karl Friedrich Demiani, porträtiert von Anton Graff (1810)

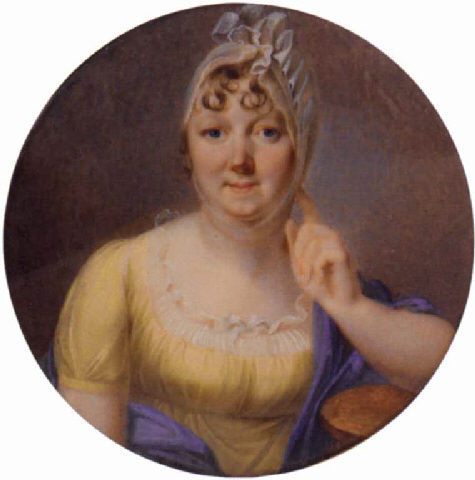
Frauenbildnis von Demiani (1806)

Karl Friedrich Demiani (* 10. Januar 1768 in Breslau, Niederschlesien; † 8. August 1823 in Dresden, Sachsen) war ein deutscher Maler und Porträtist.

## Leben
Demiani arbeitete seit 1811 für die Gemäldegalerie Alte Meister in Dresden. Er verfasste von 1812 bis 1822 einen Katalog der Sammlungen und fungierte seit 1816 als deren Erster Inspektor. Sein Sohn war der ebenfalls als Porträtmaler bekannte Carl Theodor Demiani.